# سیاوش (نام کوچک)
سیاوش یک نام کوچک است. افراد شاخص با این نام از این قرارند:
- سیاوش شمس، خواننده، ترانه‌سرا، آهنگساز و تهیه‌کننده ایرانی
- سیاوش قمیشی، ترانه‌سرا، خواننده و آهنگساز ایرانی